# Onthophagus lindaae
Onthophagus lindaae là một loài bọ cánh cứng trong họ Bọ hung (Scarabaeidae).